# Edward Olson Hulburt
Edward Olson Hulburt, né le 12 octobre 1890 et mort le 11 octobre 1982, est un géophysicien américain, spécialiste de l'étude des propriétés de l'ionosphère et de la couleur du ciel à l'heure bleue.

## Biographie
Il naît à Vermillion, dans le Dakota du Sud, le 12 octobre 1890. Il fait ses études à l'université Johns-Hopkins, où son père est professeur de mathématiques. Il travaille pendant 31 ans au Laboratoire de recherche navale des États-Unis, en tant que chef de la division d'optique physique, de 1929 à 1949, puis en tant que directeur de la recherche de 1949 à 1955.
En 1926, lui et Albert H. Taylor élaborent plusieurs caractéristiques fondamentales de l'ionosphère, notamment la distribution de sa densité électronique et sa dépendance à l'élévation solaire, en étudiant la propagation des signaux radio dans l'atmosphère. Ils collaborent avec Gregory Breit et Merle Antony Tuve au développement du dispositif ionosonde, utilisé pour étudier l'ionosphère. Il étudie également comment les rayons X solaires et le rayonnement ultraviolet extrême sont responsables de l'ionisation dans les régions E et F de la haute atmosphère, en utilisant des fusées V-2 capturées en Allemagne à la fin de la Seconde Guerre mondiale.
Il étudie par ailleurs d'autres phénomènes physiques. Il développe un modèle de l’effet de serre de l’atmosphère en 1931. En 1953, il publie une étude montrant que la couleur bleue du ciel pendant l'heure bleue est en grande partie due à l'absorption de Chappuis par la couche d'ozone, contrairement à la couleur bleue pendant la journée, qui est elle causée par la diffusion de Rayleigh,. Pendant la Seconde Guerre mondiale, il conseille la marine américaine sur les conceptions de camouflage de ses navires.
Ses distinctions et récompenses sont la médaille Frederic-Ives de l'Optical Society of America (1955), la médaille John Adam Fleming de l'Union américaine de géophysique (1964), et le diplôme de docteur en lettres humaines de l'université Johns-Hopkins (1980).
Il meurt à Easton, Maryland, le 11 octobre 1982.

## Publications
- Albert H. Taylor et EO Hulburt (1926). "La propagation des ondes radio sur la Terre", Phys. Rév.27, 189. doi:10.1103/PhysRev.27.1899
- EO Hulburt (1931). "La température de la basse atmosphère de la Terre", Phys. Rév.38, 1876. doi:10.1103/PhysRev.38.1876
- EO Hulburt (1953). "Explication de la luminosité et de la couleur du ciel, en particulier du ciel crépusculaire", J. Opt. Soc. Suis. 43, 113-118. doi:10.1364/JOSA.43.000113